# Ron Fassler
Ron Fassler, né le 4 mars 1957 à New York, est un acteur américain.

## Biographie
Il est surtout connu pour avoir fait partie de la distribution principale de la série télévisée Alien Nation, rôle qu'il a ensuite repris dans cinq téléfilms. En 2017, il écrit le livre Up in the Cheap Seats sur ses souvenirs d'acteur de théâtre.

## Filmographie

### Cinéma
- 1990 : Gremlins 2 : La Nouvelle Génération : le technicien de Forster
- 1991 : Chucky 3 : Petzold
- 1994 : Camp Nowhere : Drama Dad
- 2006 : Mémoires de nos pères : le sénateur Robson
- 2007 : La Guerre selon Charlie Wilson : Mario
- 2009 : Watchmen : Les Gardiens : Ted Koppel
- 2015 : Dalton Trumbo : un journaliste
- 2017 : Rebel in the Rye : le pasteur

### Télévision
- 1981 : Senior Trip (téléfilm) : Bob
- 1988 : Monte là-d'ssus (téléfilm) : Hacker
- 1989-1990 : Alien Nation (série télévisée, 15 épisodes) : le capitaine Bryon Grazer
- 1991-1994 : Les Sœurs Reed (série télévisée, 5 épisodes) : Barry Gold
- 1993 : Les Dessous de Palm Beach (série télévisée, saison 3 épisode 11) : Paul Malloy
- 1994 : Alien Nation: Dark Horizon (téléfilm) : le capitaine Bryon Grazer
- 1995 : Alien Nation: Body and Soul (téléfilm) : le capitaine Bryon Grazer
- 1996 : Alien Nation: Millennium (téléfilm) : le capitaine Bryon Grazer
- 1996 : Alien Nation: The Enemy Within (téléfilm) : le capitaine Bryon Grazer
- 1997 : Alien Nation: The Udara Legacy (téléfilm) : le capitaine Bryon Grazer
- 1999 : Star Trek: Voyager (série télévisée, saison 6 épisode 7) : Morin
- 2000 : Dharma et Greg (série télévisée, saison 4 épisode 8) : Frank
- 2001 : Roswell (série télévisée, saison 3 épisode 5) : Scott
- 2003 : New York Police Blues (série télévisée, saison 11 épisode 7) : Adam Galanter
- 2009-2011 : Zeke et Luther (série télévisée, 7 épisodes) : Dale Davis